# Byttneria microphylla
Byttneria microphylla är en malvaväxtart som beskrevs av Nikolaus Joseph von Jacquin. Byttneria microphylla ingår i släktet Byttneria och familjen malvaväxter. Inga underarter finns listade i Catalogue of Life.